# Бланд (округ)
Округ Бланд (англ. Bland County) располагается в США, штате Виргиния. По состоянию на 2010 год, численность населения составляла 6824 человекa. Получил своё название по имени двоюродного брата Томаса Джефферсона, американского государственного деятеля Ричарда Блэнда.

## География
По данным Бюро переписи США, общая площадь округа равняется 930 км², из которых 927 км² суша и 3 км² или 0,3 % это водоёмы.

### Соседние округа
- Мерсер (Западная Виргиния) — север
- Джайлс (Виргиния) — северо-восток
- Пьюласки (Виргиния) — юго-восток
- Уайз (Виргиния) — юг
- Смит (Виргиния) — юго-запад
- Тазуэлл (Виргиния) — запад

## Демография
По данным переписи населения 2000 года в округе проживает 6 871 жителей в составе 2 568 домашних хозяйств и 1 908 семей. Плотность населения составляет 7 человек на км². На территории округа насчитывается 3 161 жилое строение, при плотности застройки 3 строения на км². Расовый состав населения: белые — 94,82 %, афроамериканцы — 4,19 %, коренные американцы (индейцы) — 0,09 %, азиаты — 0,12 %, гавайцы — 0,01 %, представители других рас — 0,09 %, представители двух или более рас — 0,68 %. Испаноязычные составляли 0,47 % населения.
В составе 28,30 % из общего числа домашних хозяйств проживают дети в возрасте до 18 лет, 62,40 % домашних хозяйств представляют собой супружеские пары проживающие вместе, 8,70 % домашних хозяйств представляют собой одиноких женщин без супруга, 25,70 % домашних хозяйств не имеют отношения к семьям, 23,30 % домашних хозяйств состоят из одного человека, 10,30 % домашних хозяйств состоят из престарелых (65 лет и старше), проживающих в одиночестве. Средний размер домашнего хозяйства составляет 2,43 человека, и средний размер семьи 2,85 человека.
Возрастной состав округа: 19,40 % моложе 18 лет, 7,60 % от 18 до 24, 30,60 % от 25 до 44, 27,90 % от 45 до 64 и 14,30 % от 65 и старше. Средний возраст жителя округа 40 лет. На каждые 100 женщин приходится 119,90 мужчин. На каждые 100 женщин старше 18 лет приходится 121,90 мужчин.
Средний доход на домохозяйство в округе составлял 30 397 USD, на семью — 35 765 USD. Среднестатистический заработок мужчины был 30 801 USD против 23 380 USD для женщины. Доход на душу населения составлял 17 744 USD. Около 12,40 % семей и 9,10 % общего населения находились ниже черты бедности, в том числе — 14,20 % молодежи (тех кому ещё не исполнилось 18 лет) и 22,60 % тех кому было уже больше 65 лет.